# Abd al-Kader al-Husseini
Pour les articles homonymes, voir Famille al-Husseini.
Abd al-Kader al-Husseini (عبد القادر الحسيني, également orthographié Abdel Kader al-Husseini) et aussi Abdelkader el-Husseini (Jérusalem, 1907-1948) était un nationaliste et combattant palestinien. Durant la guerre de Palestine de 1948, il dirigea la Jaych al-Jihad al-Mouqaddas jusqu'à sa mort le 8 avril 1948 lors de l'opération Nahshon.

## Biographie
Husseini naît à Jérusalem, dans le quartier al-Husseiniya. C'est le fils de Moussa Qazem al-Husseini qui a occupé le poste de maire de la ville de Jérusalem à partir de la Première Guerre mondiale jusqu'en 1920. Il effectue ses études secondaires au lycée Rawdhit al-ma'rif puis rejoint la faculté des Arts et des Sciences de l'université américaine de Beyrouth, de laquelle il est expulsé à cause de ses engagements nationalistes et de son refus des prédications chrétiennes. Il devient ensuite titulaire d'un diplôme de chimie de l'université américaine du Caire où il organise le « Congrès des musulmans instruits ». À l'université américaine du Caire, il s'essaie à cacher ses engagements pour pouvoir être diplômé.
Après ses études, il travaille pour les Britanniques. Il se marie en 1935 et a ensuite quatre enfants. En 1936, il prend le maquis dans la région d'Hébron pour mener les combats arabes pendant la grande révolte arabe.
Les Britanniques l'exilent en 1938, mais il parvient à s'échapper pour gagner l'Irak et participer au coup d'État mené par des officiers nationalistes du Carré d'or. Après l'échec du coup d'État de Gaylani, il gagne l'Égypte en 1946.
Il revient en Palestine pour mener l'armée de la guerre-sainte en janvier 1948 et il organise le siège de Jérusalem. Il trouve la mort le 8 avril 1948 lors d'une bataille pour la prise de la colline de Qastel.

## Abdel Kader al Huseini dans la fiction
Abdel Kader al Husseini est un des héros du best-seller Ô Jérusalem et du film qui en a été tiré.
Dans le roman intitulé 1948, transposition de Quatrevingt-Treize de Victor Hugo, publié en 2019, l'auteur s'est inspiré de lui pour créer le cheikh Ahmed Nurreddîn, personnage de fiction.